# Hamero
Hamero est un woreda de l’est de l’Éthiopie situé dans la zone Erer de la région Somali. Ce district a 60 477 habitants en 2007 et porte le nom de son centre administratif. Sa partie sud-ouest se détache récemment sous le nom de Wangey tandis que le woreda Qubi se détache principalement de Lagahida.
Le centre administratif, Hamero, est à 55 km au sud de Fiq sur la route en direction d'Ayun et Imi,.
Le district s'étend à l'ouest jusqu'à la rivière Erer[réf. souhaitée].
|        | Fiq    | Yahob |
| Qubi   | Hamero | Segeg |
| Wangey | Ayun   | Dihun |

Le recensement national de 2007 fait état de 60 477 habitants dans le district dont 2 % de citadins qui sont les 1 217 habitants du centre administratif, le district recensé comprenant encore à l'époque Wangey voire une partie de Qubi.
Presque tous les habitants sont musulmans.
En 2022, la population est estimée sur le même périmètre à 87 464 personnes avec une densité de population de moins de 23 personnes par km2 et 3 873 km2 de superficie.
Entre-temps, Hamero se réduit à 2 294 km2 en 2021 et ses nouveaux voisins Wangey et Qubi occupent 501 km2 et 489 km2 respectivement.